# Jinshan

Shanghaier Stadtbezirk Jinshan

Jinshan (chinesisch 金山区, Pinyin Jīnshān Qū) ist ein chinesischer Stadtbezirk in der regierungsunmittelbaren Stadt Shanghai. Er ist 1992 aus dem vormaligen Kreis Jinshan entstanden.
Er hat 822.776 Einwohner (Stand: Zensus 2020) auf einer Fläche von 667,8 Quadratkilometern. Die Bevölkerungsdichte beträgt 1.232 Einwohner pro Quadratkilometer.

## Industrie
Die Shanghai Petrochemical Company Ltd. hat ihren Sitz in Jinshan. In Jinshan liegt auch die Großgemeinde Caojing, die in der Wirtschaft insbesondere durch ihren Chemiepark „Shanghai Chemical Industry Park“ bekannt geworden ist.

## Administrative Gliederung
Auf Gemeindeebene setzt sich Jinshan aus einem Straßenviertel und neun Großgemeinden zusammen. Diese sind:
- Großgemeinde Shanyang (山阳镇), Regierungssitz des Stadtbezirks;
- Straßenviertel Shihua (石化街道);
- Großgemeinde Caojing (漕泾镇);
- Großgemeinde Fengjing (枫泾镇);
- Großgemeinde Jinshanwei (金山卫镇);
- Großgemeinde Kuoxia (廊下镇);
- Großgemeinde Lüxiang (吕巷镇);
- Großgemeinde Tinglin (亭林镇);
- Großgemeinde Zhangyan (张堰镇);
- Großgemeinde Zhujing (朱泾镇).

## Persönlichkeiten
- Ma Kai (* 1946) seit 2013 Vizepremier von China, seit 2012 Mitglied des Politbüros der Kommunistischen Partei Chinas stammt aus Jinshan.[2]

## Nahverkehr
Der Stadtbezirk Jinshan ist zu erreichen mit der Shanghai Metro
- Linie 22